# Ozero Medvezh'ye (saltsjö)
Ozero Medvezh'ye är en saltsjö i Kazakstan. Den ligger i den norra delen av landet, 400 km norr om huvudstaden Astana. Arean är 7,0 kvadratkilometer.